# استان شرقی (سری‌لانکا)
استان شرقی (கிழக்கு மாகாணம்) یکی از استان‌های کشور سری‌لانکا است که در شرق کشور واقع شده‌است. مرکز استان ترینکومالی است

## خصوصیات
این استان ۹٬۹۹۶ کیلومتر مربع مساحت و جمعیت آن ۱٬۵۵۱٬۳۸۱ تن می‌باشد